# Stanley Huang
Stanley Huang (Nacido en Taipéi el 21 de septiembre de 1974) es un actor y cantante taiwanés, que reside en los Estados Unidos.

## Biografía
Stanley Huang nació en Taipéi, Taiwán, el 21 de septiembre de 1974 y creció en Los Ángeles, California. Es hermano de Jeffrey Huang y primo de Steven Lin. Su otro primo es el productor de cine Hollywood, Dan Lin.

## Carrera
Huang comenzó su carrera en luna banda juvenil llamada LA Boyz con su hermano mayor, Jeffrey y su primo, Steven Lin. 
Después de abandonar la banda, Huang comenzó una carrera en solitario con su álbum debut titulado, Your Side, en el 2000 y ha producido cinco álbumes de estudio a partir del 2008, un álbum recopilatorio en 2003. Los más notables son Circus Monkey (2001) y Shades of My Mind (2004) . Esta última le valió varias nominaciones a los 16.º Golden Melody Awards, versión de los Grammy de Taiwán. Nominado al premio de Mejor Artista Masculino en lengua mandarín, superando a favoritos de medios como Leehom Wang y Jay Chou. Durante su carrera Huang ha colaborado con varios cantantes, entre ellos Elva Hsiao, René Liu y Jolin Tsai. Huang también se ha mantenido activo para escribir y producir temas musicales para la banda de hip- hop de su hermano mayor, Machi. Huang rara vez recibió críticas por su música, de hecho, muchos aprecian el estilo del rock y heavy metal de Huang. En 2006, Huang escribió y apareció en uno de los temas musicales de Jolin Tsai, de "Nice Guy" (乖乖牌), después de cambiar por el sello de EMI Capitol.

## Discografía

### Álbum de estudio
| #   | Título del álbum                            | Fecha de lanzamiento                | Idioma(s)           | Etiqueta                       | Género   |
| --- | ------------------------------------------- | ----------------------------------- | ------------------- | ------------------------------ | -------- |
| 1st | Your Side (妳身邊)                          | 1 de marzo de 2000 (Worldwide)      | Mandarin, Taiwanese | Virgin Records                 | Mandopop |
| 2nd | Circus Monkey (馬戲團猴子)                  | 12 de enero de 2001 (Worldwide)     | Mandarin, Taiwanese | Virgin Records                 | Mandopop |
| 3rd | Stan Up                                     | 16 de noviembre de 2002 (Worldwide) | Mandarin            | Virgin Records                 | Mandopop |
| 4th | Shades of my Mind (黑的意念)                | 29 de octubre de 2004 (Worldwide)   | Mandarin, Taiwanese | Virgin Records                 | Mandopop |
| 5th | Atheist Like Me (無神論)                    | 5 de enero de 2007 (Worldwide)      | Mandarin, English   | Capitol Records                | Mandopop |
| 6th | We All Lay Down in the End (最後只好躺下來) | 5 de diciembre de 2008 (Worldwide)  | Mandarin            | Warner Music Taiwan (華納唱片) | Mandopop |

### Compilación
| #   | Álbum             | Fecha de lanzamiento                | Idioma(s)           | Etiqueta       | Género   |
| --- | ----------------- | ----------------------------------- | ------------------- | -------------- | -------- |
| 1st | Sound Wave (音浪) | 28 de noviembre de 2003 (Worldwide) | Mandarin, Taiwanese | Virgin Records | Mandopop |

### Sencillo
- 3 de diciembre de 2008: 皮在癢 (Pi Zai Yang)(Taiwanese Song)[1]
- 25 de agosto de 2011: 向完美說不 (Xiang Wan Mei Shuo Bu) (Used in commercial for Mazda3 Xing Cheng)[2]

### Sencillo MV
- 16 de marzo de 2010: 成吉思汗 (Cheng Ji Si Han) – Genghis Khan (Theme Song for Genghis Khan Online, a Chinese MMORPG online game)[3]
- 5 de diciembre de 2010: 我是明星 (Wo Shi Ming Xing) – I'm a Star (Used in commercial for Casio G-Shock)[4]

### Película MV
- 14 de marzo de 2010: Go, Go Lala Go! Theme Song[5]
- 5 de diciembre de 2011: 超新星 (Chao Xin Xing) – Supernova, Dear Enemy Theme Song[6]

### Colaboraciones
- 2007: I Love Super Group (我愛大明星) with Show Luo, Jolin Tsai, and Rainie Yang.

## Filmografía

### Programas de variedades
| Año  | Programa          | Notas  |
| ---- | ----------------- | ------ |
| 2019 | Produce Camp 2019 | mentor |

### Películas
| Año  | Título                  | Personaje      |
| ---- | ----------------------- | -------------- |
| 1992 | Modern Republic         | Himself        |
| 2002 | Twenty Something Taipei | 小馬 (Xiao Ma) |
| 2010 | Go Lala Go!             | 王伟 (David)   |
| 2011 | Dear Enemy (film)       | Derek          |